# Sinlije
Sinlije es una localidad de Croacia en el ejido del municipio de Cernik, condado de Brod-Posavina.

## Geografía
Se encuentra a una altitud de 288 m s. n. m. a 156 km de la capital nacional, Zagreb.

## Demografía
Para la fecha del censo 2011 la localidad se encontraba deshabitada.
| Gráfica de población de Sinlije 1857-2011                           |
|                                                                     |
| Según los censos de población de la oficina estadística de Croacia. |